# Leningrad (tỉnh)

Leningrad Oblast (tiếng Nga: Ленингра́дская о́бласть, Leningradskaya oblast) là một chủ thể liên bang của Nga, giáp biên giới với tỉnh Bắc Karelia của Phần Lan ở phía tây bắc, hạt Ida Viru của Estonia ở phía tây nam. Tỉnh này được thành lập ngày 1 tháng 8 năm 1927 và được đặt theo tên thành phố Leningrad cũ.

## Liên kết
- (tiếng Anh) Official website of Leningrad Oblast Lưu trữ ngày 13 tháng 12 năm 2009 tại Wayback Machine
- (tiếng Nga) Official website of Leningrad Oblast
- (tiếng Anh) Map of Leningrad Oblast
- (tiếng Nga) Weather records for Leningrad Oblast Lưu trữ ngày 27 tháng 9 năm 2007 tại Wayback Machine
- (tiếng Nga) Detailed and historical maps Lưu trữ ngày 11 tháng 10 năm 2007 tại Wayback Machine
- (tiếng Anh) Leningrad oblast nature views